# Bữa ăn giảm cân
Ở cộng đồng Châu Âu, các giải pháp dinh dưỡng kiểm soát cân nặng bao gồm: "Bữa ăn thay thế kiểm soát cân nặng" – Meal replacement for weight control; hoặc "Thay thế toàn bộ chế độ ăn để kiểm soát cân nặng" – Total diet replacement for weight control  được quản lý về mức năng lượng, các chất dinh dưỡng cung cấp, và các thông tin và quy định ghi nhãn bởi Nghị định Châu Âu 96/8/EC ngày 26 tháng 2 năm 1996 (bổ sung bởi nghị định 2007/29/EC) về thực phẩm sử dụng trong chế độ ăn kiêng giới hạn năng lượng nhằm mục đích giảm cân ,. Ví dụ, một bữa ăn thay thế phải cung cấp trong khoảng 200 đến 400 calo, trong đó tối đa 30% năng lượng từ chất đạm, và tối thiểu một hàm lượng nhất định các vitamin và khoáng chất. Thông tin ghi nhãn cũng được quản lý, và trên bao bì phải cung cấp các thông tin như sản phẩm không được sử dụng như nguồn thực phẩm duy nhất nhiều hơn 3 tuần khi không có tư vấn bác sĩ. Điều này bảo vệ người sử dụng bữa ăn thay thế mà không sử dụng thực phẩm nào khác khỏi bị suy dinh dưỡng ngoài ý muốn .
Ở Việt Nam, chưa có quy định hay tiêu chuẩn cho dòng thực phẩm này, nhưng đã có mặt nhiều thương hiệu khác nhau theo các công thức của nhiều quốc gia như Mỹ, Úc, Trung Quốc… Tuy nhiên, chỉ có ở Châu Âu mới có bộ tiêu chuẩn và quy định rõ ràng cho cả công thức và cách ghi nhãn sản phẩm. Vì vậy, tất cả các sản phẩm không theo tiêu chuẩn, quy định này đều chỉ được ghi là Healthy Meal, hay Protein powder…chứ không được ghi nhãn là Meal replacement – Bữa ăn thay thế.

## Định nghĩa
Ban đầu, các sản phẩm thay thế bữa ăn được sử dụng chủ yếu với người lớn hoặc người bệnh, phần lớn có vấn đề thiếu hụt dinh dưỡng. Trong những năm gần đây, việc quảng bá sản phẩm bữa ăn thay thế dần hướng tới những người lớn khỏe mạnh. Những sản phẩm này được giới thiệu như nguồn dinh dưỡng cân bằng, tiện lợi cho nhiều mục đích trong đó có giảm cân, duy trì hay ngay cả tăng cân.

Những người ủng hộ dòng sản phẩm mới này thì đề cập đến lợi ích dinh dưỡng của việc sử dụng bữa ăn thay thế thay cho những thực phẩm, bữa ăn calorie "trống rỗng" (tức là giàu năng lượng calorie, nhưng không chứa chất dinh dưỡng) và tin rằng các phần ăn được kiểm soát lượng calorie có lợi cho việc giảm cân và duy trì cân nặng.

Các nhà phê bình thì không khuyến khích sự phụ thuộc vào sản phẩm thay thế bữa ăn, trừ khi sử dụng thỉnh thoảng, bởi vì việc sử dụng như vậy có thể làm giảm lượng các "thực phẩm tươi" như trái cây và rau quả. Vì trái cây và rau quả là nguồn cung cấp chất chống oxy hóa tốt hơn các chất bổ sung đơn thuần, và còn chứa các chất hoạt tính thực vật khác.

Một mối quan ngại khác của những người chưa tin tưởng hoàn toàn vào sản phẩm này là người tiêu dùng sử dụng bữa ăn thay thế như là một nguồn dinh dưỡng chính có thể không tiêu thụ đủ năng lượng hoặc chất dinh dưỡng, tùy thuộc vào công thức sản phẩm, nếu không được giám sát bởi một chuyên gia y tế, dinh dưỡng .

## Vấn đề ở Việt Nam
Mức độ thừa cân và béo phì ở Việt Nam đang gia tăng, đặc biệt ở các vùng đô thị. Tỷ lệ thừa cân ở người trưởng thành là 25% , trong khi đó, nguy hiểm hơn, tỷ lệ thừa cân, béo phì ở trẻ em thành thị còn cao hơn, ở mức gần 40% .

Mặc dù tỷ lệ thừa cân béo phì ở Việt Nam vẫn thấp hơn ở một số nước phát triển, nhưng mức độ đang gia tăng cực kỳ nhanh chóng. Xã hội trở nên hiện đại, công nghiệp hóa và đô thị hóa khiến lối sống cũng thay đổi. Người Việt Nam làm những công việc chân tay ít hơn, thường xuyên bị căng thẳng hơn và ăn nhiều đồ ăn nhanh cũng như ăn nhiều về lượng hơn. Chúng ta có vấn đề không phải do ăn không no mà là từ sự thiếu trường kỳ các vitamin và khoáng chất trong cơ thể.

Đây là dấu hiệu cảnh báo cho một vấn đề sức khỏe cộng đồng: rối loạn dinh dưỡng do chế độ ăn thiếu cân bằng và không hợp lý, và các vấn đề sức khỏe dẫn đến những bệnh mãn tính nghiêm trọng khác. Hậu quả của chế độ ăn thiếu cân bằng là nguyên nhân trong nhiều bệnh: béo phì, bệnh tim mạch, tăng huyết áp và đột quỵ, tiểu đường loại 2, một số bệnh ung thư, một số bệnh về gan và dạ dày ruột ,, Các bệnh này chiếm đến hơn 70% tỷ lệ tử vong ở các nước phát triển, và ở Việt Nam theo thống kế của Tổ chức Y tế thế giới, WHO thì các bệnh mãn tính không lây là nguyên nhân của 3/4 số ca tử vong .

Như vậy, giảm trọng lượng cơ thể có lợi cho sức khoẻ của những người bị thừa cân, béo phì.

## Bữa ăn thay thế
Nguyên nhân chính của sự thừa cân là lượng calo ăn vào nhiều hơn lượng calorie tiêu hao, và liên quan đến mức độ hoạt động thể chất giảm. Vì vậy, hạn chế tiêu thụ lượng calorie có hiệu quả cho việc giảm cân (tạo ra sự cân bằng năng lượng âm), nhưng nhiều nghiên cứu đã cho thấy những ảnh hưởng xấu đến sức khoẻ của một số chế độ ăn kiêng không cân bằng. Ví dụ những chế độ ăn kiêng hoàn toàn một vài chất đa lượng hoặc khiến cơ thể hấp thụ không cân đối những vitamin và khoáng chất. Những cách ăn thiếu cân bằng này, ngoài những nguy cơ bệnh về xương, thận, gan, tiêu hóa và tim mạch, còn có thể dẫn tới sự tăng cân không thể hồi phục được .

Trái lại, các "bữa ăn thay thế để kiểm soát cân nặng" (Meal replacement for weight control) đáp ứng những yêu cầu của Nghị định Châu Âu 96/8/EC là chế độ ăn ít calorie nhưng cung cấp đầy đủ các chất dinh dưỡng đa lượng và vi lượng cần thiết cho hoạt động của cơ thể, và do đó đáp ứng nhu cầu dinh dưỡng hàng ngày của những đối tượng sử dụng được hướng tới.
Phân tích thống kê meta bởi Heymsfield và cộng sự đã kiểm tra sáu nghiên cứu lâm sàng ngẫu nhiên, có đối chứng ở người trong thời gian từ 3 đến 51 tháng bao gồm gần 500 đối tượng thừa cân hoặc béo phì. Kết quả của tất cả các nghiên cứu cho thấy Bữa ăn thay thế có hiệu quả tốt hơn đáng kể về giảm cân (giảm 7-8% trọng lượng ban đầu) so với việc hạn chế calorie thông thường (giảm 3-5% trọng lượng ban đầu), với lượng calorie ăn vào hàng ngày được kiểm soát tương đương nhau .

Sử dụng sản phẩm thay thế bữa ăn trong giai đoạn duy trì cân nặng cũng được chứng minh là có hiệu quả.
Ditschuneit cùng cộng sự , và Flechtner-Mors cùng cộng sự  đã chỉ ra rằng việc sử dụng một bữa ăn thay thế mỗi ngày để thay thế bữa ăn chính hoặc bữa ăn nhẹ trong 27 tháng cho phép duy trì việc giảm cân đến 8,4% trọng lượng ban đầu trong thời gian 4 năm.
Hiệu quả của sản phẩm thay thế bữa ăn là do sự kết hợp của lượng calo hạn chế với thành phần cân bằng của protein, lipid, carbohydrate giúp thúc đẩy sự trao đổi chất và sự no. Thêm vào đó, thành phần của chất đa lượng trong sản phẩm thay thế bữa ăn có thể làm tăng sự tiêu hao năng lượng và do đó củng cố sự cân bằng năng lượng âm thông qua các cơ chế khác nhau (tăng nhiệt, duy trì cơ bắp...), giúp tăng hiệu quả của quá trình giảm cân và duy trì cân nặng ,.
Hơn nữa, việc sử dụng sản phẩm thay thế bữa ăn và tính tiện dụng của chúng sẽ giúp cho việc tuân thủ chế độ ăn kiêng một cách dễ dàng hơn .

Các chuyên gia EFSA (Cơ quan An toàn Thực phẩm Châu Âu) đã kết luận vào năm 2010 rằng mức độ bằng chứng khoa học là đủ để khẳng định tác dụng của việc sử dụng bữa ăn thay thế là một phần của chế độ ăn hạn chế calorie đối với quá trình giảm cân và duy trì cân nặng sau khi giảm, nếu các sản phẩm thay thế bữa ăn này đáp ứng các yêu cầu của Nghị định 96/8/EC .

## Dòng sản phẩm mới
Quy định mới của EU về "Thực phẩm cho các nhóm đối tượng đặc biệt" (Food for specific groups) đối với thực phẩm giúp giảm cân (Food for weight reduction) từ ngày 20 tháng 7 năm 2016 đã quy định các quy tắc chung và quy luật ghi nhãn đối với các sản phẩm "thay thế toàn bộ chế độ ăn để kiểm soát cân nặng" – Total diet replacement for weight control. Sản phẩm phải đảm bảo các yêu cầu nghiệm ngặt về thành phần dinh dưỡng, như cung cấp ít nhất 30% các giá trị tham chiếu dinh dưỡng về vitamin và chất khoáng trên một bữa ăn như được nêu trong Phụ lục XIII của Quy định (EU) số 1169/2011. Các nhà sản xuất phát triển những sản phẩm nằm trong danh mục này và sản phẩm đã được chấp nhận trên thị trường ,.

## Một số lưu ý
-	Không sử dụng cho trẻ dưới 3 tuổi, phụ nữ có thai hoặc cho con bú

-	Uống đầy đủ lượng nước hàng ngày

-	Sản phẩm cung cấp đầy đủ các chất dinh dưỡng thiết yếu hàng ngày cho cơ thể

-	Sản phẩm không được sử dụng như nguồn thực phẩm duy nhất dài hơn 3 tuần mà không có chỉ định của chuyên gia y tế, dinh dưỡng.
Và cuối cùng, nên sử dụng sản phẩm trong một lộ trình cân bằng, kết hợp với vận động, và tập những thói quen dinh dưỡng, lối sống lành mạnh.